# Bruchiaceae
Bruchiaceae är en familj av bladmossor som beskrevs av Wilhelm Philipp Schimper. Enligt Catalogue of Life ingår Bruchiaceae i ordningen Dicranales, klassen egentliga bladmossor, divisionen bladmossor och riket växter, men enligt Dyntaxa är tillhörigheten istället ordningen Dicranales, klassen egentliga bladmossor, divisionen bladmossor och riket växter. Enligt Catalogue of Life omfattar familjen Bruchiaceae 105 arter. 
Kladogram enligt Catalogue of Life och Dyntaxa:
| Bruchiaceae | \| \| Bruchia \| \| \| \| \| \| Eobruchia \| \| \| \| \| \| tranmossor \| \| \| \| |
|             | \| \| Bruchia \| \| \| \| \| \| Eobruchia \| \| \| \| \| \| tranmossor \| \| \| \| |
|             | Bryoxiphiaceae                                                                     |
|             |                                                                                    |
|             | Dicnemonaceae                                                                      |
|             |                                                                                    |
|             | Dicranaceae                                                                        |
|             |                                                                                    |
|             | Ditrichaceae                                                                       |
|             |                                                                                    |
|             | Eustichiaceae                                                                      |
|             |                                                                                    |
|             | Phyllodrepaniaceae                                                                 |
|             |                                                                                    |
|             | Pleurophascaceae                                                                   |
|             |                                                                                    |
|             | Rhabdoweisiaceae                                                                   |
|             |                                                                                    |
|             | Sorapillaceae                                                                      |
|             |                                                                                    |
|             | Viridivelleraceae                                                                  |
|             |                                                                                    |
|             | Bruchia                                                                            |
|             |                                                                                    |
|             | Eobruchia                                                                          |
|             |                                                                                    |
|             | tranmossor                                                                         |
|             |                                                                                    |

|  | Bruchia    |
|  |            |
|  | Eobruchia  |
|  |            |
|  | tranmossor |
|  |            |